# Cabos
Cabos – program p2p korzystający z sieci gnutella. Program oparty jest na kodzie źródłowym LimeWire. LimeWire jest napisany w języku Java, jednakże interfejs graficzny Cabos został stworzony w REALbasic – dialekcie języka BASIC.